# 英宮恨
《英宮恨》（英語：Mary, Queen of Scots）是拍摄于1971年的一部传记电影，主角是苏格兰女王玛丽一世。
出演玛丽一世的女演员凡妮莎·蕾格烈芙獲該屆的奥斯卡最佳女主角奖提名。

## 角色表
- 凡妮莎·蕾格烈芙 饰 玛丽一世
- 格伦达·杰克逊 饰 伊丽莎白一世
- 帕特里克·马克格哈恩 饰 玛丽之兄James Stewart
- 提摩西·道尔顿 饰 玛丽的第一任丈夫Henry Stuart
- 奈杰尔·达文波特 饰 玛丽的第二任丈夫James Hepburn